# Донна Стрікленд
Донна Тео Стрікленд (англ. Donna Theo Strickland; нар. 27 травня 1959 у Гвелфі, Канада) — канадська вчена-фізик лазерів, нобелівська лауреатка. Третя жінка в історії, що здобула Нобелівську премію з фізики — за роботу, якою займалася ще в часи студентства на ступінь докторки філософії з фізики (оптика). Техніку підсилення чирпованих імпульсів, яку Стрікленд розробила зі своїм науковим наставником Жераром Муру, використовують для продукування надкоротких імпульсів дуже високої інтенсивності, що має застосування в технологіях, які використовують лазерні промені, у хірургії, медицині та фундаментальних наукових дослідженнях.

## Юність
Стрікленд закінчила Макмастерський університет зі ступенем бакалавра інженерії в галузі фізичної інженерії, а 1989 року здобула ступінь доктора філософії з фізики (оптика) в Рочестерському університеті.

## Кар'єра
2 жовтня 2018 року Стрікленд, спільно зі своїм науковим керівником Жераром Муру, здобула Нобелівську премію за свою працю над підсиленням чирпованих імпульсів. Її безпрецедентну в цій галузі роботу на тему «Компресія підсилених чирпованих оптичних імпульсів» опублікували 1985 року, а це дослідження призвело до поступового розвитку нової наукової галузі високоінтенсивних, надкоротких імпульсів світлових променів. Останні роботи Донни Стрікленд зосередились на розширенні сфери дії фізики надшвидких оптичних імпульсів до інфрачервоного та ультрафіолетового діапазонів із застосуванням, зокрема, двоколірного і багаточастотного методів, а також раманівського розсіювання. Стрікленд також працює над роллю високоенергетичних лазерів у процесі створення мікрокристалічних лінз для заміни кришталика людського ока, яка буває необхідною при лікуванні пресбіопії.
Вона є доцентом в Університеті Ватерлоо, де керує групою з досліджень у галузі надшвидких лазерів, яка розробляє високоінтенсивні лазерні системи для нелінійних оптичних досліджень.

## Нагороди і почесні звання
- 1998: стипендія імені Альберта Слоуна[en][22]
- 1999: нагорода за досягнення в дослідженнях (Premier's Research Excellence Award)[17]
- 2000: нагорода імені Котрелла для науковців (Cottrell Scholars Award) від Дослідницької корпорації[23]
- 2008: член Оптичного товариства Америки[en][17]
- 2018: Нобелівська премія з фізики

## Доробок
- mit Gérard Mourou: Compression of amplified chirped optical pulses. In: Optics Communications. Band 55, 1985, S. 447—449, doi:10.1016/0030-4018(85)90151-8
- mit P. Maine, M. Bouvier, S. Williamson, G. Mourou: Picosecond pulse amplification using pulse compression techniques. In: G. Bjorklund, E. Hinkley, P. Moulton, D. Pinnow (Hrsg.): Conference on Lasers and Electro-Optics. OSA Technical Digest. Optical Society of America, 1986, PDF, 118 KB
- mit P. Maine, P. Bado, M. Pessot, G. Mourou: Generation of ultrahigh peak power pulses by chirped pulse amplification. In: IEEE Journal of Quantum Electronics. Band 24, 1988, S. 398—403, doi:10.1109/3.137
- mit S. August, D. D. Meyerhofer, S. L. Chin, Joseph H. Eberly: Tunneling ionization of noble gases in a high-intensity laser field. In: Physical Review Letters. Band 63, 1989, S. 2212, doi:10.1103/PhysRevLett.63.2212
- mit Paul Corkum: Generation and nonlinear interactions of high power 20-fs pulses. In: A. Owyoung, C. Shank, S. Chu, E. Ippen (Hrsg.): International Quantum Electronics Conference (= OSA Technical Digest, Band 8). Optical Society of America, 1990
- mit S. August, D. D. Meyerhofer, S. L. Chin: Laser ionization of noble gases by Coulomb-barrier suppression. In: Journal of the Optical Society of America. Band 8, 1991, S. 858—867, doi:10.1364/JOSAB.8.000858
- mit M. D. Perry, T. Ditmire, F. G. Patterson: Cr: LiSrAlF₆ regenerative amplifier. In: Optics Letters. Band 17, 1992, S. 604—606, doi:10.1364/OL.17.000604
- mit Y. Beaudoin, P. Dietrich, Paul Corkum: Optical studies of inertially confined molecular iodine ions. In: Physical Review Letters. Band 68, 1992, S. 2755, doi:10.1103/PhysRevLett.68.2755
- mit C. W. Hillegas, J. X. Tull, D. Goswami, W. S. Warren: Femtosecond laser pulse shaping by use of microsecond radio-frequency pulses. In: Optics Letters. Band 19, 1994, S. 737—739, doi:10.1364/OL.19.000737
- mit Paul Corkum: Resistance of short pulses to self-focusing. In: Journal of the Optical Society of America B. Band 11, 1994, S. 492—497, doi:10.1364/JOSAB.11.000492
- mit Z. Zhang, A. M. Deslauriers: Dual-wavelength chirped-pulse amplification system. In: Optics Letters. Band 25, 2000, S. 581—583, doi:10.1364/OL.25.000581